# Leucopis minuscula
Leucopis minuscula är en tvåvingeart som beskrevs av Camillo Rondani 1874. Leucopis minuscula ingår i släktet Leucopis och familjen markflugor. Inga underarter finns listade i Catalogue of Life.